# Пенна-Сан-Джованні
Пенна-Сан-Джованні (італ. Penna San Giovanni) — муніципалітет в Італії, у регіоні Марке, провінція Мачерата.
Пенна-Сан-Джованні розташована на відстані близько 155 км на північний схід від Рима, 65 км на південь від Анкони, 28 км на південь від Мачерати.
Населення — 1126 осіб (2014).
Щорічний фестиваль відбувається 29 серпня, 24 червня. Покровитель — святий Іван Хреститель.

## Демографія
Населення за роками:

Станом на 1 січня 2023 року в муніципалітеті офіційно проживало 157 іноземців з 20 країн, серед них 76 громадян країн Євросоюзу та 2 громадяни України.

## Сусідні муніципалітети
- Амандола
- Фалероне
- Гуальдо
- Монте-Сан-Мартіно
- Сант'Анджело-ін-Понтано
- Сервільяно